# Мжаванадзе, Василий Павлович
Васи́лий Па́влович Мжавана́дзе (груз. ვასილ პავლეს ძე მჟავანაძე; 7 [20] сентября 1902, Кутаиси, — 31 августа 1988 года, Москва) — советский военно-политический и партийный деятель, первый секретарь ЦК КП Грузии (1953—1972), кандидат в члены Президиума-Политбюро ЦК КПСС (1957—1972). Депутат Верховного Совета СССР 4—8 созывов. Герой Социалистического Труда (1962). Генерал-лейтенант (1944).

## Биография
Василий Мжаванадзе родился в 1902 году в городе Кутаиси в семье рабочего. Рос без матери, которая умерла через несколько дней после его рождения. В 1905 году переехал с отцом в Одессу, где Павел Мжаванадзе работал на строительстве трамвайной линии, а затем кондуктором. После гибели отца родственники забрали Василия в Грузию. С 1915 года трудился на предприятиях города Хони, с 1918 года — рабочий местного кожевенного завода.
С сентября 1924 года в Красной Армии, там же в 1927 году стал членом ВКП(б). В 1937 году окончил Ленинградскую военно-политическую академию им. В. И. Ленина, после чего находился на военно-политической работе в РККА. В 1939—1940 годах участвовал в Советско-финляндской войне в должности начальника политотдела армии и военного комиссара штаба армии. За бои на Петрозаводском направлении награждён орденом Красного Знамени. С 1940 года — начальник политуправления Прибалтийского особого военного округа, бригадный комиссар. С 6 марта 1941 г. военный комиссар 16-й стрелковой дивизии.
После начала Великой Отечественной войны в прежней должности, участвовал в Прибалтийской оборонительной операции. С 21 августа 1941 г. военный комиссар 118-й стрелковой дивизии. С 29 сентября 1941 г. по 24 октября 1941 г. военный комиссар 19-го стрелкового корпуса. С ноября 1941 г. был Членом Военного совета Приморской оперативной группы войск Ленинградского фронта, созданной для обороны Ораниенбаумского плацдарма. В первый год обороны Ленинграда был на легендарном «невском пятачке», проводил политработу в частях соединения. С 4 декабря 1942 г. Член Военного совета 42-й армии. Участвовал в Ленинградско-Новгородской наступательной операции. В связи с введением в октябре 1942 года в Вооружённых силах СССР единоначалия и отменой института военных комиссаров переаттестован в генерал-майора 6 декабря 1942 года. С 15 апреля 1944 г. Член Военного совета 2-й ударной армии. С 1 июня 1944 года по 11 мая 1945 г. Член Военного совета 21-й армии, участвовал в Выборгской, Сандомирско-Силезской, Верхнесилезской, Берлинской и Пражской наступательных операциях. С мая 1945 г. Член Военного совета Харьковского военного округа.
После войны с 1945 г. по 1953 г. Член Военного совета Харьковского, Киевского и Прикарпатского военных округов.
В 1953—1972 годах являлся первым секретарём ЦК Компартии Грузии. Поддерживал антихрущёвский заговор. На XX, XXII—XXIV съездах партии избирался членом ЦК КПСС (1956—1976); кандидат в члены Политбюро (Президиума) ЦК КПСС (29.06.57—18.12.72).
С сентября 1972 года — на пенсии. В последние годы жизни проживал в подмосковном дачном посёлке Жуковка, недалеко от дачи В. М. Молотова.
Был дважды женат. Первой женой Мжаванадзе была Анна Григорьевна Янко, в браке с которой родились дочери Лилия и Эвелина. В 1940 году Мжаванадзе женился на студентке мединститута родом с Украины Виктории Терешкевич (1921—1980), от которой у него было три дочери и сын: Тамара, Виктория, Александр, Нина.
Умер 31 августа 1988 года в Москве. Похоронен в Тбилиси на Сабурталинском кладбище.

## Обвинения
Мжаванадзе был снят с должности по обвинениям в коррупции и покрывании деятельности цеховиков и заменён на Э. А. Шеварднадзе. Существует версия, что часть данных обвинений была сфальсифицирована. Ему  установили персональную пенсию в размере 400 рублей в месяц. За ним и его женой сохранили медицинское и санаторное обслуживание Первой поликлиникой Четвертого Главка Минздрава СССР, предоставили дачу с оплатой по льготному тарифу, квартиру в Москве  и другие льготы. 
Являлся сторонником создания музея Сталина в Гори. По свидетельству Э. А. Шеварднадзе в недостаточной степени владел грузинской речью.

## Воинские звания
- Полковой комиссар;
- Бригадный комиссар (1940);
- Генерал-майор (06.12.1942[9]);
- Генерал-лейтенант (22.06.1944[10]).

## Награды
Награждён 3 орденами Ленина (15.11.1950; 21.09.1962; 02.12.1971), орденом Октябрьской Революции (22.09.1972), 3 орденами Красного Знамени (09.05.1940; 10.02.1943; 03.11.1944), орденами Суворова 2-й степени (06.04.1945), Кутузова 1-й (22.06.1944) и 2-й (21.02.1944) степеней, Отечественной войны 1-й степени (11.03.1985), медалями.